# Иферуан
Иферуа́н (фр. Iferouane) — небольшой город в регионе Агадес, Нигер. Расположен на севере страны, в департаменте Арлит и административно является сельской коммуной. Находится в оазисе в пустыне Сахара. В Иферуане есть аэропорт.

## История
В 1899 году через Иферуан прошла экспедиция Фуро — Лами. 
С конца XIX века и до 1960 года Иферуан входил в состав Французской Западной Африки, пока Нигер не получил независимость. 
В 2007 году Иферуан стал частью Туарегского восстания. Сообщалось о беженцах, покинувших город в направлении Агадеса и Арлита.
Здесь родился Бриги Рафини — премьер-министр Нигера в 2011—2021 годах.

## Фотогалерея

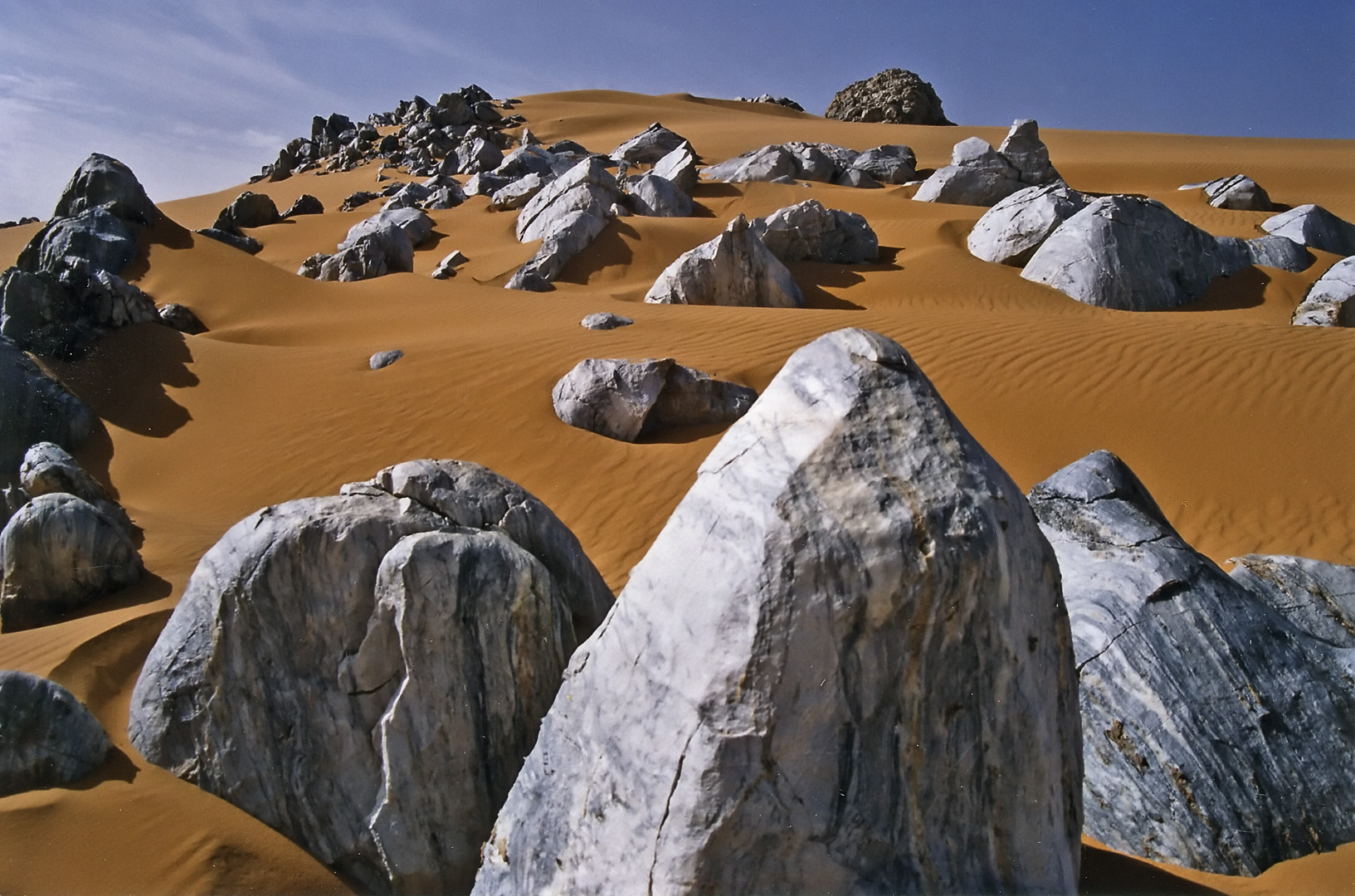
Голубые валуны в пустыне вблизи города.
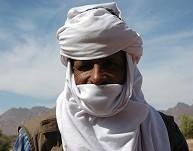
Заммэра города Мохамед Хурна, 2008 г.